# رادكليف براون
ألفيرد رادكليف براون (بالإنجليزية: Alfred Radcliffe-Brown)‏ عالم في علم الإنسان ولد ألفريد ريغنالد راد كليف براون في 17 يناير من عام 1881 في برمينجهام بإنجلترا تخرج من جامعة كمبردج وشغل منصب البروفسور في جامعات كاب سدني، شيكاغو قبل أن يصبح الاستاذ الأول للانثروبولوجيا بجامعة اكسفورد خصص براون جل أعماله لدراسة الشعوب غير الصناعية والسكان الاصلين لأستراليا بالخصوص
رفض نظريات التطوريين والانتشاريين فضل القيام بدراسة مكثفة ودقيقة للعلاقات المجتمعية أو البنية المجتمعية تأثر بالمدرسة الوضعية حيث اعتقد مثل دور كايم بقدرة العلوم المجتمعية على إنتاج قوانين ذات صفة جامعة
ورفض كذلك تجزئة. العناصر الثقافية إلى وحدات صغيرة يقوم الباحث بدراسة منشأها أو تطورها.
قام بتشبيه الحياة الاجتماعية بالحياة العضوية. كما قد أجرى دراسات عميقة حول التميز بين المورفولوجيا الاجتماعية التي تدرس جميع الظواهر الاجتماعية الكامنة في قطاعات المجتمع دراسة كلية مترابطة
ذو اتجاه وظيفي حيث قام من جهته بدور رئيسي في تدعيم أْسس الاتجاه الوظيفي في الدراسات علم الإنسان وذلك مع بداية القرن العشرين موجها الانثولوجيا نحو الدراسات المتزامنة وليس نحو التفسير البيولوجي للثقافة كما فعل مالينوفسكي.
أعاد في سنة 1937 تنظيم معهد علم الإنسان في جامعة اكسفورد وطور مناهجه
تتمركز أبحاثه حول فكرة أن الوظائف الاجتماعي تنتج عن حالات بيولوجية فردية وجماعية ويطلق عليها بعد ذلك في المجتمع لفظ مؤسسات يرجع اليه الفضل في ظهور مصطلح البناء الاجتماعي لأول مرة من خلال المحاضرة التي ألقاها في البناء الاجتماعي
```
من أهم مؤلفات براون
```

- جزر الاندمان الذي نشر سنة1922
- النظام الاجتماعي للقبائل الأسترالية 1931
- السساتيم العائلية والزوجية في أفريقيا
- دراسة الثورات الأبوي والاموي
توفي راد كليف براون في 24 أكتوبر من سنة 1955
 من آراء راد كليف براون أنه يقول أن العلم المتميز يجب أن يكون له موضوع متميز وميدان محدد للبحث والدراسة حيث يتسائل عن موضوع علم الاجتماع وموقع الظواهر التي يدرسها ويجيب أن علم الاجتماع هو علم الدراسة النظرية المقارنة لأشكال الحياة الاجتماعية وتكون الانثروبولوجي فرعاً منه يدرس هذه الصور بين الشعوب البدائية.
كذلك أن المجتمعات في كائنات بيولوجية أولا وقبل كل شيء أو على الأقل فإن تشابها حقيقيا ذا دلالة يوجد بين البناء العضوي والبناء الاجتماعي

## الوظيفة عند راد كليف براون
تعتبر الوظيفة عند راد كليف براون هي مساهمة العضو المجتمعي الواحد في اشتغال الاعضاء المجتمعية الأخرى وفي الحفاظ على حياة الجسم المجتمعي بأسره مما يعني كل مؤسسة وكل جماعة وكل نظام مجتمعي انما يساهم في الحفاظ على استمرارية المجتمع
ولقد تقبل راد كليف براون بصورة عامة تعريف دور كايم لوظيفة البناء الاجتماعي ورأى في الوقت نفسه ضرورة إدخال بعض التعديل على تعريف دور كايم لتوضيح ما به من غموض حيث اقترح استبدال كلمة حاجات (المستعملة في تعريف دور كايم) باصطلاح الشروط الظرورية للوجود 

## البنية عند راد كليف براون
أن أصل الكلمة قديم نسبياً فنحن نجدها عند (سبستر) ودوركايم وكتب عنها هذا الاخير في تقسيم العمل المجتمعي
والبنية عند راد كليف براون هي تدبير مرتب لبعض الأجزاء والعناصر التي تكونكلا معينا، أو هي انتظام العدد الاشخاص ضمن مجموعة من العلاقات المحددة مؤسساتيا أو:
انتظام لعدد الاشخاص ضمن مجموعة من العلاقات المحددة مؤسساتياً ويقول أن المعاينة المباشرة تبين لنا أن الكائنات البشرية تتوحد ضمن شبكة من العلاقات المجتمعية وقد تتصل هذه العلاقات بالافراد (علاقات بين فردية) أو بالجماعات:
- ان هذه العلاقات محكومة بالتمايز المجتمعي أي بتمايز الافراد والطبقات من حيث الأدوار المجتمعية التي يقومون بها:
- ان هذه العلاقات تتصف بضرب من الإستمرار من حيث المكان الزمان فهي ليست ظرفية طارئة أو عابرة
- والبنية عند براون واقع عياني ملموس أي إنها موجودة بالفعل وخاضعة للمعاينة المباشرة
إن البناء الواقعي هو ذلك البناء الذي يصفه لنا الباحث الحقلي والذي يخضع الملاحظات المباشرة وليس بناءاً جامداً ثابتاً استاتيكياً كبناء البيت وإنما هو بناء ديناميكي متغير تتجدد فيه الحياة الاجتماعية كما يتجدد البناء العضوي بالنسبة لحياة الكائن الحي.
ويقصد راد كليف براون بالبناء الواقعي مجموعة العلاقات التي تعتبر بين الاشخاص والجماعات فيدخل أعظاء جدد بطريق الميلاد أو الهجرة ويخرج اخرون بطريق الموت
وإذا ما تصور راد كليف براون البناء الواقعي بهذه الصورة المتغيرة الديناميكية تظل الصورة البنائية العامة ثابتة نسبياً لفترة قد تطول وقد تقصر لأن تلك (الصورة البنائية) قد يلحقها التغير أحياناً، إما بصورة تدريجية أو فجائية كما هو الحال في الثورات والغزو العسكري ومع ذلك يظل البناء متماسكاً حتى في أعنق حالات التغير الثوري - في الواقع لايمكن فهم البناء الاجتماعي إلا بملاحظة العلاقات الاجتماعية تلك التي تتجلى في السلوك المتبادل بين الأشخاص
ا

## المسار عند راد كليف براون
المسار عنده فهو الحركة التي تجري بموجبها علاقات الحياة المجتمعية وتدخلاتها إنها:
عديدة من الافعال والتدخلات بين كائنات بشرية تفعل فعلها بصورة فردية أو جماعية.وتتفق هذه المقولة مع الحركة التي تجري في الاعضاء وفي الاجسام المتعظة وتساهم على الحفاظ على إستمرار الحياة

## ضرورة وجود علم طبيعي للمجتمع
العلم الطبيعي في نظر براون هو البحث المنهجي في بناء الكون كما تظهر لنا الحواس ويتفرع العلم إلى عدد من العلوم العامة المنفصلة التي يعالج كل منها فئة معينة أو نوعاً معياً من الأبنية بقصد أكتشاف الخصائص المميزة لكل الابنية المتدرجة تحت هذا النوع ومثال ذلك الكمياء حيث تدرس بناء الجزئيات من خلال ذلك اعتقد راد كليف براون ان ثمة مكان لفرع آخر من العلم الطبيعي سوف يوجه همه إلى اكتشاف الخصائص العامة لتلك الأبنية الاجتماعية التي تتألف من الكائنات الإنسانية وهذا معناه أن علم الإنسان الاجتماعية تهتم أولاً باعتبارها علماً طبيعياً يقوم بدراسة الابنية الاجتماعية كما يعرف علم الإنسان الاجتماعية بأنها دراسة طبيعية المجتمع الإنساني دراسة منهجية منظمة تعتمد على مقارنة الاشكال المختلفة للمجتمعات الإنسانية بالتركيز على الاشكال الأولية.
ويعتبر راد كليف براون أن الإنسان كشخص هو دراسة علم الإنسان الاجتماعي. فهو اللبنة الأولى التي يتكون منها البناء الاجتماعي كما أكد انا ضرورة هذا التميز بالنسبة للانثروبولوجيا الاجتماعي
أن المجتمعات هي كائنات بيولوجية أولاً قبل كل شيء أو على الأقل فإن تشابها حقيقيا وذا دلالة يوجد بين البناء العضوي والبناء الاجتماعي وعلى الباحث أن يدرس عناعر البناء الاجتماعي بقصد الكشف عن تفاعلاتها الداخلية التي تكون نسقا، ثم يستنتج القوانين الوظعية لمجتمع أو مجتمعات معينة ينتقل منها بعد ذلك إلى تعميمات عن طبيعة المجتمعات الإنسانية مع ملاحظة أن هذه التعميمات قد إستقرئت بتداء من حالات فردية وهي تستند في غياب معطيات المقارنة على افتراض طبيعة إنسانية واحدة وعامة

## روابط خارجية
- رادكليف براون على موقع الموسوعة البريطانية (الإنجليزية)
- رادكليف براون على موقع إن إن دي بي (الإنجليزية)